# 桑德敦 (喬治亞州)
桑德敦（英語：Sandtown）是位於美國喬治亞州富爾頓縣的一個非建制地區。該地的面積和人口皆未知。

## 地理
桑德敦的座標為33°42′06″N 84°31′42″W / 33.70167°N 84.52833°W，而該地的平均海拔高度為241米（即790英尺）。